# كأس العالم لألعاب القوى
كأس العالم لألعاب القوى مسابقة لألعاب القوى خاصة بالفرق، ينظمها الاتحاد الدولي لألعاب القوى.
يتم جمع الفرق من القارات الخمس (ذكور وإناث)، نظمت الدورة الأولى سنة 1977، وينظم الكأس كل سنتين إلى غاية 1994 ليتحول إلى كل أربع سنوات.
2006 كانت الدورة الأخيرة للكأس ليتم إستبدالها سنة 2010 بكأس القارات لألعاب القوى والتي ستنظم بسبليت (كرواتيا)

## الدورات
| الدورة | التاريخ          | مكان       | الفائز فئة ذكور  | الفائز فئة إناث  |
| ------ | ---------------- | ---------- | ---------------- | ---------------- |
| 1977   | 2 إلى 4 سبتمبر   | دوسيلدورف  | ألمانيا الشرقية  | أوروبا           |
| 1979   | 24 إلى 26 أغسطس  | مونتريال   | الولايات المتحدة | ألمانيا الشرقية  |
| 1981   | 15 و 16 أغسطس    | روما       | أوروبا           | ألمانيا الشرقية  |
| 1985   | 4 إلى 6 أكتوبر   | كانبرا     | الولايات المتحدة | ألمانيا الشرقية  |
| 1989   | 17 و 18 أغسطس    | برشلونة    | الولايات المتحدة | ألمانيا الشرقية  |
| 1992   | 8 إلى 10 سبتمبر  | هافانا     | أفريقيا          | فريق موحد        |
| 1994   | 9 إلى 11 سبتمبر  | لندن       | أفريقيا          | أوروبا           |
| 1998   | 11 إلى 13 سبتمبر | جوهانسبورغ | أفريقيا          | الولايات المتحدة |
| 2002   | 20 و 21 سبتمبر   | مدريد      | أفريقيا          | روسيا            |
| 2006   | 16 و 17 سبتمبر   | أثينا      | أوروبا           | روسيا            |

## وصلات خارجية
- النتائج كاملة على موقع gbrathletics.com